# Mika Aaltola
Mika Petteri Aaltola, född 2 maj 1969 i Petäjävesi, Finland, är en finländsk statsvetare, författare och politiker. Aaltola är docent i internationell politik vid Tammerfors universitet samt deltidsprofessor vid Tallinns universitet och var direktör för Utrikespolitiska institutet i Finland 2019-2024. Aaltola blev känd för allmänheten som utrikesexpert i samband med den ryska invasionen av Ukraina 2022. Han var partipolitiskt obunden kandidat i presidentvalet i Finland 2024 men blev inte vald. I juni samma år valdes han in i Europaparlamentet, då som kandidat för Samlingspartiet.

## Biografi
Aaltola växte upp i Petäjävesi. Under gymnasietiden flyttade han till New York och tog en bachelorexamen med psykologi som huvudämne vid Columbia University. Under tiden i New York var Aaltola bland annat frivillig kampanjmedarbetare till George H.W. Bushs presidentkampanj 1992. Tillbaka i Finland bytte Aaltola spår från psykologin till internationell politik och doktorerade i samhällsvetenskap vid Tammerfors universitet 1999.

### Presidentvalet 2024
Efter den ryska invasionen av Ukraina, där Aaltola fungerade som expert i rapporteringen, dök Aaltola upp som en 
överraskning i opinionsundersökningarna inför presidentvalet i Finland 2024. Aaltola avvisade alltjämt en kandidatur men menade att om fältet enbart skulle bestå av kandidater som förespråkar "finlandisering och mygel" så skulle han känna sig manad.
Den 3 augusti 2023 meddelade Aaltola att han kandiderar i presidentvalet genom en oberoende valmansförening.

### Europaparlamentsvalet 2024
Den 18 april 2024 meddelade Aaltola att han kandiderar i europaparlamentsvalet 2024. Den här gången för Samlingspartiet.

### Privatliv
Aaltola är son till Juhani Aaltola, professor i pedagogik vid Chydenius-institutet, och bror till filosofen Elisa Aaltola. Han är gift med Kirsi Aaltola och tillsammans har de en dotter (född 2022).